# Droga wojewódzka 260
Die Droga wojewódzka 260 (DW 260) ist eine 15 Kilometer lange Droga wojewódzka (Woiwodschaftsstraße) in der polnischen Woiwodschaft Großpolen, die die Gniezno mit Wólka in der Nähe von Słupca verbindet. Die Strecke liegt im Powiat Gnieźnieński und im Powiat Słupecki.

## Streckenverlauf
Woiwodschaft Großpolen, Powiat Gnieźnieński
-  Gniezno (Gnesen) (S 5, DK 5, DK 15, DW 190, DW 197)
- Żelazkowo
- Niechanowo (Niechanowo)
- Małachowo–Złych Miejsc
- Witkowo (Wittingen)
- Mąkownica (Mohnau)
- Ruchocin (Neuzedlitz)
- Mielżyn (Mieltschin)

Woiwodschaft Großpolen, Powiat Słupecki
-  Wólka (Gnesen) (DK 92)